# Motorlet M-701

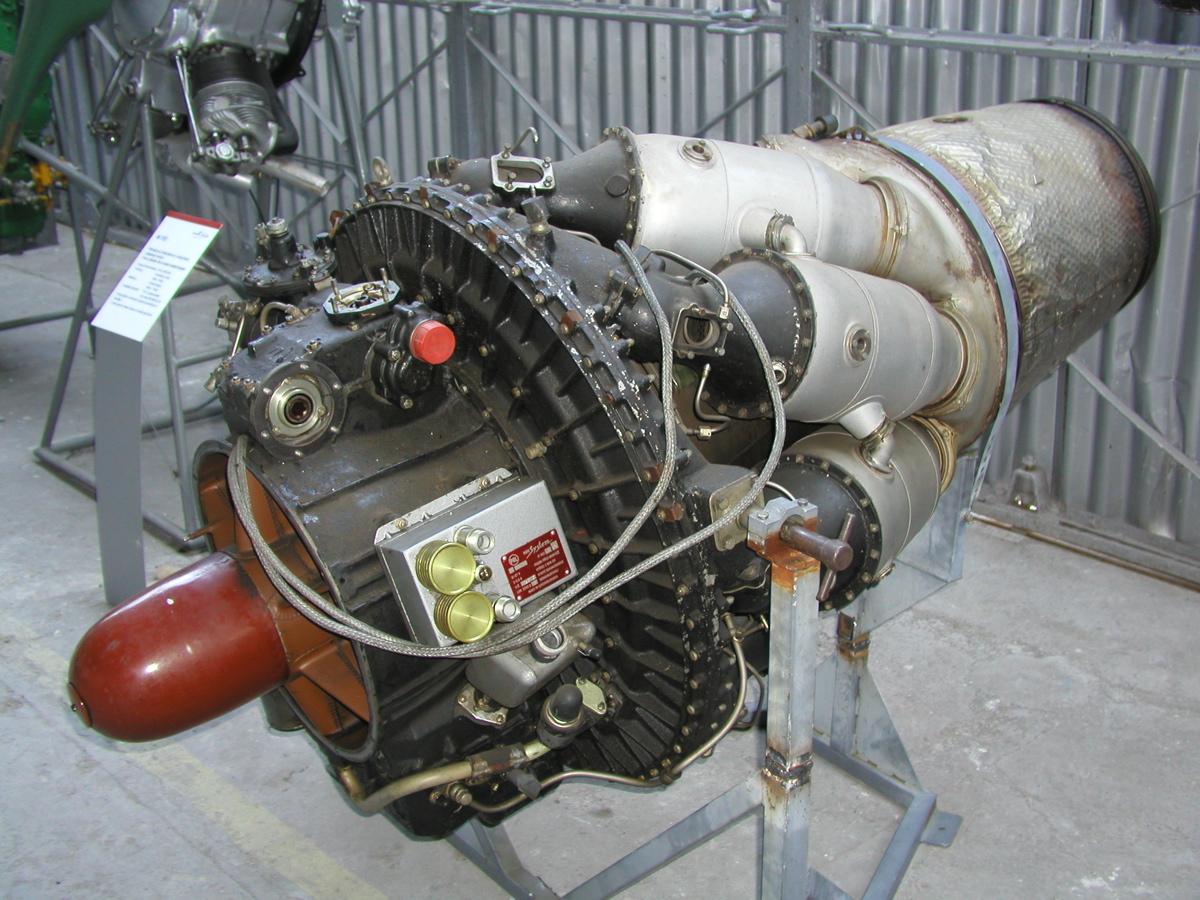
M-701 im Luftfahrtmuseum in Košice, Slowakei

Das Motorlet M-701 war ein in der Tschechoslowakei entwickeltes und hergestelltes Strahltriebwerk. Es wurde zum Antrieb des Jet-Trainers Aero L-29 Delfín eingesetzt; in der Zeit von 1961 bis 1989 wurden 9020 Triebwerke dieses Typs hergestellt.

## Entwicklung
Im Jahr 1955 begann der tschechoslowakische Triebwerkshersteller Motorlet die Arbeiten zur Entwicklung eines neuen Strahltriebwerkes. Mit diesem sollte das vom Flugzeugbauer Aero entworfene Trainingsstrahlflugzeug Aero L-29 Delfín ausgerüstet werden, das auf eine Ausschreibung für ein strahlgetriebenes Trainingsflugzeug für die Luftstreitkräfte der Mitgliedsstaaten des Warschauer Pakts zurückging. Im Ergebnis entstand unter der Bezeichnung Motorlet M-701 das erste in der Tschechoslowakei entwickelte Strahltriebwerk. Zuvor hatte Motorlet bereits Erfahrungen bei der Lizenz-Fertigung des sowjetischen Strahltriebwerks Klimow WK-1 sammeln können.
Das M-701 war ein Einwellen-Turbojet-Triebwerk mit einem einstufigen Radialverdichter. Die verdichtete Luft wurde sieben Rohrbrennkammern zugeführt, denen eine einstufige Axialturbine mit 61 Blättern folgte.
Das Triebwerk lief erstmals 1958 und wurde 1960 im ersten Prototyp der L-29 eingesetzt. Diese Maschine war im Jahr zuvor bereits mit einem Armstrong Siddeley Viper geflogen worden. Die L-29 ging aus der Ausschreibung als Sieger hervor und wurde in großen Stückzahlen bestellt; die Serienfertigung des Triebwerks M-701 wurde 1961 bei Motorlet in Jinonice bei Prag aufgenommen. Als die Fertigung des Triebwerkes im Jahr 1989 eingestellt wurde, belief sich die Zahl der hergestellten Exemplare auf 9020 Stück.

## Einsatz
- Aero L-29 Delfín

## Technische Daten
- Länge: 2067 mm
- Durchmesser: 896 mm (Bauhöhe max. 928 mm)
- Gewicht: 330 kg
- Schub: 8,75 kN (Startschub bei 15.500/min), 7,87 kN (Nennschub bei 14.950/min)
- Verdichtung: 4,3:1
- Luftdurchsatz: 19,6 kg/s
- spezifischer Kraftstoffverbrauch: 1,14 g/(kN·s) bei Nennschub